# Хлынина, Юлия Олеговна
Ю́лия Оле́говна Хлы́нина (род. 11 января 1992, Москва, Россия) — российская актриса театра и кино.

## Биография
Родилась 11 января 1992 года в Москве. Отец — Олег Хлынин, инженер пожарной безопасности при МЧС России. Мать — Светлана Хлынина, по образованию учительница начальных классов. Родители рано развелись. С пяти лет Юлия занималась бальными танцами и хореографией.
В 2009 году окончила лицей им. Фридмана с медалью. Сразу после школы была принята в школу-студию МХАТ на курс Константина Райкина.
С первого курса участвовала в спектаклях театра «Сатирикон». Во время учёбы играла роль Джульетты в спектакле «Ромео и Джульетта». За эту роль удостоена диплома театральной премии им. М. И. Царева Союза театральных деятелей Российской Федерации за успешное постижение профессии «Актёр». По окончании вуза принята в труппу театра Моссовета.
С 2015 года работает в Волковском театре драмы города Ярославль. Играет в спектакле «Чайка. Эскиз» по пьесе А. П. Чехова «Чайка». За роль Нины Заречной была номинирована на театральную премию «Золотая маска» (сезон 2016/2017) за лучшую женскую роль.
Участвует в нескольких спектаклях Театра наций.
Дебютную роль в кино сыграла в возрасте 19 лет в фильме «Weekend» Станислава Говорухина. Особую известность принесла работа в сериале «Закон каменных джунглей» на телеканале ТНТ. В 2016 году в международный прокат вышла картина «Дуэлянт» (режиссёр Алексей Мизгирёв), где у Хлыниной главная женская роль.

## Личная жизнь
До 2019 года встречалась с Егором Корешковым.
В 2020 году вышла замуж за инвестиционного директора Mail.ru Group Алексея Милевского.

## Театральные работы
Учебный театр школы-студии МХАТ
- «The Final Cut. (Окончательный монтаж)», хореографический реквием на музыку группы «Pink Floyd», реж. А. Сигалова
- «МЫкарамазоВЫ» (этюды и диалоги), по роману Ф. М. Достоевского «Братья Карамазовы», реж. В. Рыжаков — Груша, Лиз, Смуров
- «У нас в Камергерском», спектакль-дивертисмент: этюды по актёрскому мастерству и пластике, реж. К. Райкин, Е. Бутенко-Райкина, С. Шенталинский

«Сатирикон»
- «Ромео и Джульетта» (трагедия), У. Шекспир, реж. К. Райкин — Джульетта
- «Однажды в деревне…» (сказка по мотивам детской пьесы Ю. Клавдиева и А. Москаленко «Карасёнок и Поросёнок»), реж. Е. Бутенко-Райкина — Мальчик Митя

Театр имени Моссовета
- «Идиот» по роману Ф. М. Достоевского, реж. Ю. Ерёмин — Настасья Филипповна
- «Casting/Кастинг» (драматическо-музыкальное шоу), автор и режиссёр Ю. Ерёмин, режиссёр-хореограф А. Сигалова — Кристина Зинченко
- «Три сестры» А. П. Чехов, реж. А. Кончаловский — Ирина
- «Вишнёвый сад» А. П. Чехов, реж. А. Кончаловский — Аня
- «Машенька» по роману Владимира Набокова, реж. И. Орлов — Клара
- «Опасные связи» по мотивам одноимённого романа Шодерло де Лакло, реж. П. Хомский — Мадам де Турвель
- «Упражнения в прекрасном» (гастрольная комедия), реж. В. Шамиров — Алиса
- «Не всё коту масленица» А. Н. Островский, реж. В. Шамиров — Агния
- «Великолепный рогоносец» Кроммелинк, реж. Н. Чусова — Стелла
- «Как важно быть серьёзным» О. Уайльд, реж. В. Шамиров — Сесиль

Театр наций
- «ГРОЗАГРОЗА» по пьесе А. Н. Островского, реж. Е. Марчелли — Варвара, сестра Тихона
- «Иванов» А. П. Чехов, реж. Т. Кулябин — Саша
- «Борис Годунов», реж. П. Шерешевский — Марианна Юрьевна Мнишек
- «Страсти по Фоме», реж. Е. Марчелли — Настенька

Российский театр драмы имени Ф. Волкова
«Чайка. Эскиз» по пьесе А. П. Чехова, реж. Е. Марчелли — Нина Заречная
Театр на Бронной
«Бульба. Пир», реж. А. Молочников — Хелена

## Фильмография
| Год       |   | Название                     | Роль                                     |
| --------- | - | ---------------------------- | ---------------------------------------- |
| 2010      | с | Последняя минута             | Кристина                                 |
| 2012      | ф | Astra, я люблю тебя          | Кристина                                 |
| 2013      | ф | Weekend                      | Соня                                     |
| 2013      | с | Обмани, если любишь          | Марина                                   |
| 2013      | ф | Всё и сразу                  | Мотя                                     |
| 2014      | с | Захват                       | Юлия Почекаева                           |
| 2015—2019 | с | Закон каменных джунглей      | Елизавета Владимировна Гордеева          |
| 2015      | ф | Счастье — это…               | девушка                                  |
| 2016      | с | Таинственная страсть         | Мирра Репина                             |
| 2016      | ф | Рай                          | Имя персонажа не указано                 |
| 2016      | ф | Арбузные корки               | Кристина                                 |
| 2016      | ф | Дуэлянт                      | княжна Марфа                             |
| 2017      | ф | Легенда о Коловрате          | Лада                                     |
| 2017      | ф | Селфи                        | Жанна                                    |
| 2017      | ф | Купи меня                    | Катя                                     |
| 2018      | с | Звоните ДиКаприо!            | Даша                                     |
| 2018      | ф | Только не они                | Стерва                                   |
| 2019      | ф | Лев Яшин. Вратарь моей мечты | Валентина Яшина                          |
| 2020      | ф | Лёд 2                        | Маргарита                                |
| 2020      | с | Колл-центр                   | Катя                                     |
| 2020      | с | Метод 2                      | Ляля, проститутка                        |
| 2021      | с | Полёт                        | Котёнок                                  |
| 2021      | с | Угрюм-река                   | Кэтти                                    |
| 2021      | с | Этерна: Часть первая         | Катарина (Катари) Оллар, королева Талига |
| 2021      | с | Елизавета                    | Елизавета Петровна                       |
| 2022      | с | Нина                         | Алина, любовница Кости                   |
| 2023      | с | Уголь                        | Полина                                   |
| 2023      | с | Соседка                      | Алёна                                    |
| 2023      | с | Первый класс                 | Аня                                      |
| 2024      | с | Подслушано в Рыбинске        | Зоя                                      |
| 2025      | ф | Волчок                       | Эльза                                    |
| 2025      | с | Чудо                         | Имя персонажа не указано                 |

## Награды и премии
| Год  | Награда                                         | Категория                                                   | Работа                   | Результат |
| ---- | ----------------------------------------------- | ----------------------------------------------------------- | ------------------------ | --------- |
| 2017 | «Золотая маска»                                 | Лучшая женская роль                                         | «Чайка. Эскиз»           | Номинация |
| 2017 | Премия Ассоциации продюсеров кино и телевидения | Лучшая актриса второго плана в телевизионном фильме/сериале | «Таинственная страсть»   | Победа    |
| 2017 | ОК! «Больше чем звёзды»                         | Новые лица (кино)                                           |                          | Победа    |
| 2018 | ОК! «Больше чем звёзды»                         | Главный герой (театр)                                       |                          | Номинация |
| 2018 | Театральная премия «МК»                         | Лучшая женская роль (начинающие)                            | «Великолепный рогоносец» | Победа    |
| 2023 | «Золотой орёл»                                  | Лучшая женская роль на телевидении                          | «Елизавета»              | Победа    |